# Autochloris xanthogastroides
Autochloris xanthogastroides là một loài bướm đêm thuộc phân họ Arctiinae, họ Erebidae.